# Thôi Hữu
Thôi Hữu (1919-1950) là một nhà thơ Việt Nam. Ông còn viết với các bút danh Tân Sắc, Trần Văn Tấn.

## Tiểu sử
Ông tên thật là Nguyễn Đắc Giới, sinh năm 1919 tại huyện Hoằng Hóa, tỉnh Thanh Hóa, nhưng ông sống và hoạt động chủ yếu ở Hà Nội. Thời thanh niên, ông vừa làm thợ kiếm sống vừa viết báo tuyên truyền vận động đấu tranh chống Pháp trên các tờ báo Hồn nước (cơ quan của Đoàn thanh niên cứu quốc), Sự thật (cơ quan ngôn luận của Đảng Cộng sản Đông Dương)... từ trước Cách mạng tháng Tám. Trong cuộc kháng chiến chống thực dân Pháp, Thôi Hữu nhập ngũ và tham gia viết cho tờ Vệ quốc quân (tiền thân của tờ Quân đội nhân dân hiện nay). Thôi Hữu làm thơ và công tác quản lý văn nghệ trong giai đoạn này.
Ngày 16 tháng 12 năm 1950, ông chết trận ở chiến trường Việt Bắc..

## Đánh giá
Nguyên An, trong Tuổi xuân những trang thơ những cuộc đời (Nhà xuất bản Thanh niên, 1990), viết về Thôi Hữu:
Sự thành công của Thôi Hữu không chỉ thể hiện ở những trang viết do nhà thơ để lại, mà quan trọng hơn, là ở cả nhân cách đặc biệt của anh, một nhân cách được đào luyện từ cuộc sống không ngừng nghỉ của bản thân anh trong trào lưu chung của cách mạng, trong sự giáo dục, dìu dắt của nhân dân và của Đảng.

## Tác phẩm
- Thơ văn Thôi Hữu (1948)

- Thơ Lên Cấm Sơn
- Truyện ký Đợi giờ chết
- Bài viết Tù binh trên đường số 4